# Cluj-Napocas tekniska universitet
Cluj-Napocas tekniska universitet (rumänska: Universitatea Tehnică din Cluj-Napoca, UTC-N) är ett statligt tekniskt universitet i Cluj-Napoca, Transsylvanien, Rumänien. Det grundades 1948 som Polytekniska universitetet i Cluj och fick sitt nuvarande namn 1992.
Sedan 2012 har UTC-N ett campus i Baia Mare, vilket tidigare var det självständiga Norra universitetscentret.

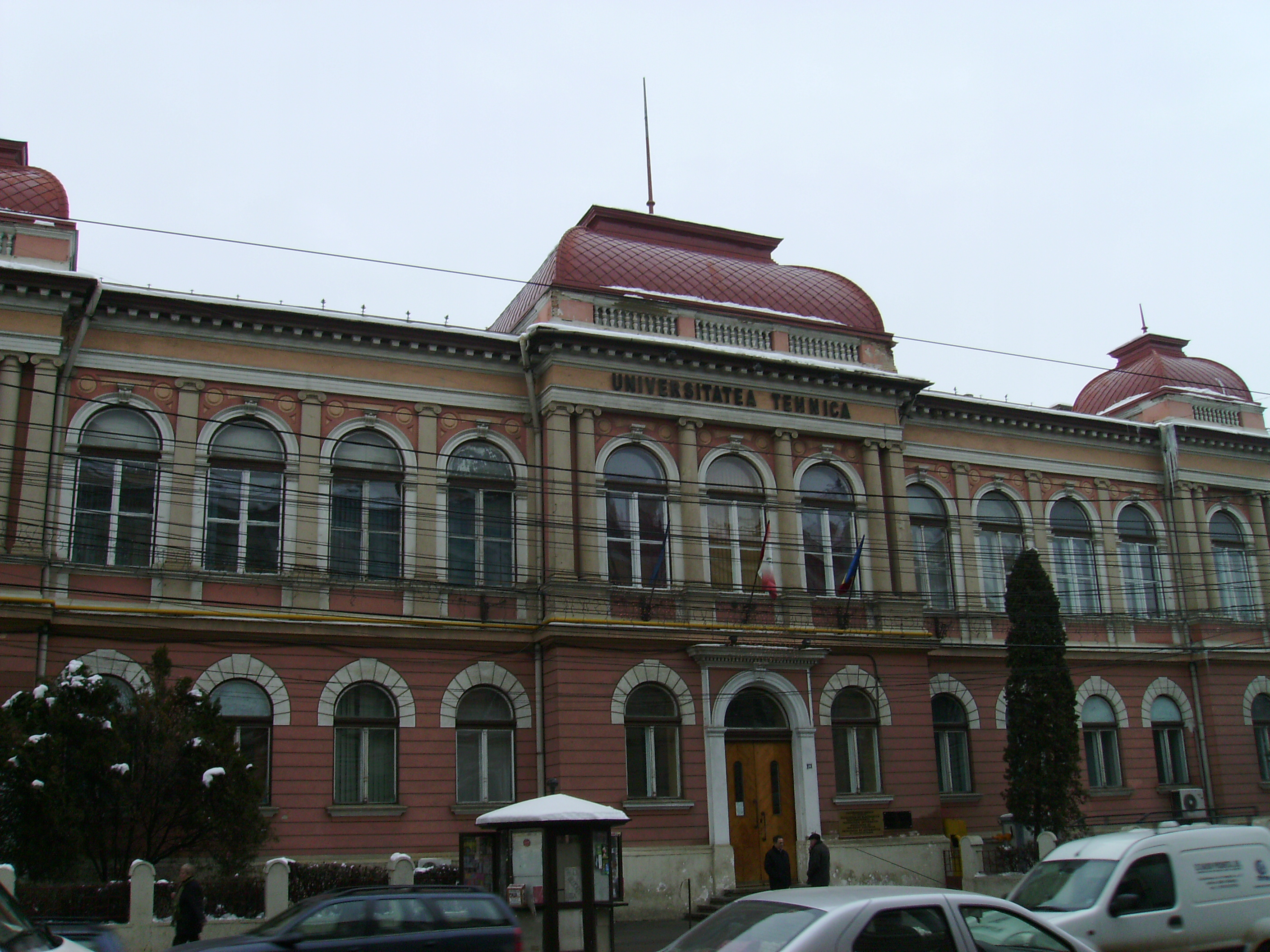
UTC-N:s huvudbyggnad

## Fakulteter[2]
- Fakulteten för arkitektur och stadsplanering
- Fakulteten för automation och datavetenskap
- Fakulteten för fordonsteknik, mekanik och maskinteknik
- Civilingenjörsfakulteten
- Maskinbyggnadsfakulteten
- Fakulteten för elektronik, telekommunikation och informationsteknik
- Fakulteten för material- och miljöteknik
- Fakulteten för byggnadsteknik
- Fakulteten för elektroteknik
- Ingenjörsfakulteten (i Baia Mare)
- Humanistiska fakulteten (i Baia Mare)
- Naturvetenskapliga fakulteten (i Baia Mare)